# 1713 Bancilhon
1713 Bancilhon è un asteroide della fascia principale. Scoperto nel 1951, presenta un'orbita caratterizzata da un semiasse maggiore pari a 2,2282613 UA e da un'eccentricità di 0,1846456, inclinata di 3,74752° rispetto all'eclittica.
L'asteroide è dedicato all'astronoma francese Odette Bancilhon.